# Gruppspelet i Svenska cupen i fotboll för damer 2023/2024
Gruppspelet i Svenska cupen i fotboll för damer 2023/2024 spelades mellan den 9 och 24 mars 2024. Gruppspelet bestod av 16 lag som delats upp i fyra grupper med fyra lag i varje grupp, alla lag i respektive grupp spelade mot varandra en gång. Gruppvinnarna gick vidare till semifinal.

## Kvalificerade lag
- AIK
- BK Häcken
- Djurgårdens IF
- FC Rosengård
- Hammarby IF
- IF Brommapojkarna
- IFK Göteborg
- IK Uppsala
- KIF Örebro
- Kristianstads DFF
- Lidköpings FK
- Linköpings FC
- Piteå IF
- Umeå IK
- Vittsjö GIK
- Växjö DFF

## Grupper

### Grupp 1
| Nr | Lag               | S | V | O | F | GM | IM | MS  | P |
| -- | ----------------- | - | - | - | - | -- | -- | --- | - |
| 1  | BK Häcken         | 3 | 3 | 0 | 0 | 17 | 3  | +14 | 9 |
| 2  | Växjö DFF         | 3 | 2 | 0 | 1 | 9  | 5  | +4  | 6 |
| 3  | Kristianstads DFF | 3 | 1 | 0 | 2 | 11 | 11 | 0   | 3 |
| 4  | Lidköpings FK     | 3 | 0 | 0 | 3 | 3  | 21 | −18 | 0 |

|             | 9 mars 2024 | BK Häcken                                          | 3 – 0           | Växjö DFF | Bravida Arena                              |                                            |
| 15:00 UTC+1 | 15:00 UTC+1 | 13′ (sjm.) Felicia Schröder 60′ Matilda Nildén 65′ | (1 – 0) Rapport |           | Göteborg Publik: 508 Domare: Selma Griberg | Göteborg Publik: 508 Domare: Selma Griberg |
| 15:00 UTC+1 | 15:00 UTC+1 |                                                    |                 |           | Göteborg Publik: 508 Domare: Selma Griberg | Göteborg Publik: 508 Domare: Selma Griberg |
| 15:00 UTC+1 | 15:00 UTC+1 |                                                    |                 |           | Göteborg Publik: 508 Domare: Selma Griberg | Göteborg Publik: 508 Domare: Selma Griberg |

|             | 10 mars 2024 | Lidköpings FK  | 1 – 8           | Kristianstads DFF                                                                                         | Rådavallen                   |                              |
| 16:00 UTC+1 | 16:00 UTC+1  | Julia Elvbo 7′ | (1 – 5) Rapport | 4′, 23′ Sofia Reidy 8′ Amy Sayer 12′, 54′ Tabby Tindell 18′ Carly Wickenheiser 47′, 58′ Hlin Eiriksdottir | Lidköping Domare: Ina Landin | Lidköping Domare: Ina Landin |
| 16:00 UTC+1 | 16:00 UTC+1  |                |                 | | Lidköping Domare: Ina Landin | Lidköping Domare: Ina Landin |
| 16:00 UTC+1 | 16:00 UTC+1  |                |                 | | Lidköping Domare: Ina Landin | Lidköping Domare: Ina Landin |

|             | 16 mars 2024 | Lidköpings FK  | 1 – 7           | BK Häcken                                                                                       | Rådavallen                          |                                     |
| 15:00 UTC+1 | 15:00 UTC+1  | Ida Ahlbom 57′ | (0 – 1) Rapport | 24′, 85′ Anna Anvegård 60′ Rosa Kafaji 75′, 90+5′ (str.) Felicia Schröder 83′ (sjm.) 90′ (sjm.) | Lidköping Domare: Isabelle Svensson | Lidköping Domare: Isabelle Svensson |
| 15:00 UTC+1 | 15:00 UTC+1  |                |                 |                                                                                                 | Lidköping Domare: Isabelle Svensson | Lidköping Domare: Isabelle Svensson |
| 15:00 UTC+1 | 15:00 UTC+1  |                |                 |                                                                                                 | Lidköping Domare: Isabelle Svensson | Lidköping Domare: Isabelle Svensson |

|             | 17 mars 2024 | Kristianstads DFF     | 1 – 3           | Växjö DFF                                       | Kristianstads fotbollsarena           |                                       |
| 14:00 UTC+1 | 14:00 UTC+1  | Hlin Eiriksdottir 13′ | (1 – 0) Rapport | 55′ Bryndis Arna Nielsdottir 63′, 64′ Eva Dupuy | Kristianstad Domare: Lovisa Johansson | Kristianstad Domare: Lovisa Johansson |
| 14:00 UTC+1 | 14:00 UTC+1  |                       |                 |                                                 | Kristianstad Domare: Lovisa Johansson | Kristianstad Domare: Lovisa Johansson |
| 14:00 UTC+1 | 14:00 UTC+1  |                       |                 |                                                 | Kristianstad Domare: Lovisa Johansson | Kristianstad Domare: Lovisa Johansson |

|             | 24 mars 2024 | Växjö DFF                                                        | 6 – 1           | Lidköpings FK  | Sportfältet Teleborg                     |                                          |
| 16:00 UTC+1 | 16:00 UTC+1  | Larkin Russell 2′, 8′ Eva Dupuy 13′, 21′, 84′ Elin Nilsson 90+1′ | (4 – 0) Rapport | 55′ Ida Ahlbom | Växjö Publik: 130 Domare: Cecilia Ekwall | Växjö Publik: 130 Domare: Cecilia Ekwall |
| 16:00 UTC+1 | 16:00 UTC+1  |                                                                  |                 |                | Växjö Publik: 130 Domare: Cecilia Ekwall | Växjö Publik: 130 Domare: Cecilia Ekwall |
| 16:00 UTC+1 | 16:00 UTC+1  |                                                                  |                 |                | Växjö Publik: 130 Domare: Cecilia Ekwall | Växjö Publik: 130 Domare: Cecilia Ekwall |

|             | 24 mars 2024 | BK Häcken                                                                                                  | 7 – 2           | Kristianstads DFF                         | Bravida Arena                               |                                             |
| 16:00 UTC+1 | 16:00 UTC+1  | Johanna Sørensen 2′ Felicia Schröder 15′ Anna Anvegård 67′, 90+3′ Monica Jusu Bah 70′, 84′ Rosa Kafaji 86′ | (2 – 1) Rapport | 30′ Hlin Eiriksdottir 90+4′ Tabby Tindell | Göteborg Publik: 488 Domare: Hanna Laajanen | Göteborg Publik: 488 Domare: Hanna Laajanen |
| 16:00 UTC+1 | 16:00 UTC+1  | |                 |                                           | Göteborg Publik: 488 Domare: Hanna Laajanen | Göteborg Publik: 488 Domare: Hanna Laajanen |
| 16:00 UTC+1 | 16:00 UTC+1  | |                 |                                           | Göteborg Publik: 488 Domare: Hanna Laajanen | Göteborg Publik: 488 Domare: Hanna Laajanen |

### Grupp 2
| Nr | Lag           | S | V | O | F | GM | IM | MS  | P |
| -- | ------------- | - | - | - | - | -- | -- | --- | - |
| 1  | FC Rosengård  | 3 | 2 | 1 | 0 | 20 | 4  | +16 | 7 |
| 2  | Linköpings FC | 3 | 1 | 2 | 0 | 12 | 4  | +8  | 5 |
| 3  | Vittsjö GIK   | 3 | 1 | 1 | 1 | 5  | 3  | +2  | 4 |
| 4  | IFK Göteborg  | 3 | 0 | 0 | 3 | 0  | 26 | −26 | 0 |

|             | 9 mars 2024 | IFK Göteborg | 0 – 5           | Vittsjö GIK                                                                                   | Valhalla IP                                       |                                                   |
| 16:00 UTC+1 | 16:00 UTC+1 |              | (0 – 1) Rapport | 10′ Hanna Ekengren 57′ Julia Nicole Leas 73′ Jessica Ayers 82′ Linda Sällström 90′ Kajsa Lind | Göteborg Publik: 200 Domare: Amanda Nylund Karman | Göteborg Publik: 200 Domare: Amanda Nylund Karman |
| 16:00 UTC+1 | 16:00 UTC+1 |              |                 |                                                                                               | Göteborg Publik: 200 Domare: Amanda Nylund Karman | Göteborg Publik: 200 Domare: Amanda Nylund Karman |
| 16:00 UTC+1 | 16:00 UTC+1 |              |                 |                                                                                               | Göteborg Publik: 200 Domare: Amanda Nylund Karman | Göteborg Publik: 200 Domare: Amanda Nylund Karman |

|             | 10 mars 2024 | Linköpings FC                                                     | 4 – 4           | FC Rosengård                                                         | Kopparvallen                                  |                                               |
| 15:00 UTC+1 | 15:00 UTC+1  | Nellie Karlsson 6′ Cornelia Kapocs 44′ Cathinka Tandberg 65′, 68′ | (2 – 1) Rapport | 17′ (sjm.) 60′ Emilia Larsson 81′ Momoko Tanikawa 90+5′ Emma Jansson | Åtvidaberg Publik: 281 Domare: Hanna Laajanen | Åtvidaberg Publik: 281 Domare: Hanna Laajanen |
| 15:00 UTC+1 | 15:00 UTC+1  |                                                                   |                 |                                                                      | Åtvidaberg Publik: 281 Domare: Hanna Laajanen | Åtvidaberg Publik: 281 Domare: Hanna Laajanen |
| 15:00 UTC+1 | 15:00 UTC+1  |                                                                   |                 |                                                                      | Åtvidaberg Publik: 281 Domare: Hanna Laajanen | Åtvidaberg Publik: 281 Domare: Hanna Laajanen |

|             | 17 mars 2024 | Vittsjö GIK | 0 – 3           | FC Rosengård                                            | Hanåsvallen                   |                               |
| 14:00 UTC+1 | 14:00 UTC+1  |             | (0 – 2) Rapport | 4′ Olivia Holdt 23′ Halimatu Ayinde 64′ Momoko Tanikawa | Sösdala Domare: Selma Griberg | Sösdala Domare: Selma Griberg |
| 14:00 UTC+1 | 14:00 UTC+1  |             |                 |                                                         | Sösdala Domare: Selma Griberg | Sösdala Domare: Selma Griberg |
| 14:00 UTC+1 | 14:00 UTC+1  |             |                 |                                                         | Sösdala Domare: Selma Griberg | Sösdala Domare: Selma Griberg |

|             | 17 mars 2024 | IFK Göteborg | 0 – 8           | Linköpings FC                                                                                              | Valhalla IP                             |                                         |
| 16:00 UTC+1 | 16:00 UTC+1  |              | (0 – 3) Rapport | 28′, 87′ Cathinka Tandberg 30′ Irene Dirdal 45′ (sjm.) 53′, 57′, 65′ Cornelia Kapocs 58′ Michelle De Jongh | Göteborg Publik: 400 Domare: Ina Landin | Göteborg Publik: 400 Domare: Ina Landin |
| 16:00 UTC+1 | 16:00 UTC+1  |              |                 | | Göteborg Publik: 400 Domare: Ina Landin | Göteborg Publik: 400 Domare: Ina Landin |
| 16:00 UTC+1 | 16:00 UTC+1  |              |                 | | Göteborg Publik: 400 Domare: Ina Landin | Göteborg Publik: 400 Domare: Ina Landin |

|             | 23 mars 2024 | FC Rosengård | 13 – 00         | IFK Göteborg | Malmö IP                                    |                                             |
| 15:00 UTC+1 | 15:00 UTC+1  | Sofie Bredgaard 2′ Olivia Schough 5′, 31′ (str.), 47′, 65′ (str.) Ria Öling 15′, 55′ Emma Jansson 35′ Momoko Tanikawa 39′ (str.) 44′ (sjm.) Olivia Holdt 49′ Mai Kadowaki 57′, 67′ | (7 – 0) Rapport |              | Malmö Publik: 348 Domare: Isabelle Svensson | Malmö Publik: 348 Domare: Isabelle Svensson |
| 15:00 UTC+1 | 15:00 UTC+1  | |                 |              | Malmö Publik: 348 Domare: Isabelle Svensson | Malmö Publik: 348 Domare: Isabelle Svensson |
| 15:00 UTC+1 | 15:00 UTC+1  | |                 |              | Malmö Publik: 348 Domare: Isabelle Svensson | Malmö Publik: 348 Domare: Isabelle Svensson |

|             | 23 mars 2024 | Linköpings FC | 0 – 0   | Vittsjö GIK | Kopparvallen                                   |                                                |
| 15:00 UTC+1 | 15:00 UTC+1  |               | Rapport |             | Åtvidaberg Publik: 132 Domare: Sandra Almkvist | Åtvidaberg Publik: 132 Domare: Sandra Almkvist |
| 15:00 UTC+1 | 15:00 UTC+1  |               |         |             | Åtvidaberg Publik: 132 Domare: Sandra Almkvist | Åtvidaberg Publik: 132 Domare: Sandra Almkvist |
| 15:00 UTC+1 | 15:00 UTC+1  |               |         |             | Åtvidaberg Publik: 132 Domare: Sandra Almkvist | Åtvidaberg Publik: 132 Domare: Sandra Almkvist |

### Grupp 3
| Nr | Lag            | S | V | O | F | GM | IM | MS | P |
| -- | -------------- | - | - | - | - | -- | -- | -- | - |
| 1  | Hammarby IF    | 3 | 2 | 1 | 0 | 9  | 2  | +7 | 7 |
| 2  | AIK            | 3 | 1 | 1 | 1 | 4  | 7  | −3 | 4 |
| 3  | KIF Örebro     | 3 | 1 | 0 | 2 | 5  | 8  | −3 | 3 |
| 4  | Djurgårdens IF | 3 | 0 | 2 | 1 | 3  | 4  | −1 | 2 |

|             | 9 mars 2024 | Hammarby IF | 0 – 0   | Djurgårdens IF | Hammarby IP                                   |                                               |
| 13:00 UTC+1 | 13:00 UTC+1 |             | Rapport |                | Stockholm Publik: 1 806 Domare: Eva Svärdsudd | Stockholm Publik: 1 806 Domare: Eva Svärdsudd |
| 13:00 UTC+1 | 13:00 UTC+1 |             |         |                | Stockholm Publik: 1 806 Domare: Eva Svärdsudd | Stockholm Publik: 1 806 Domare: Eva Svärdsudd |
| 13:00 UTC+1 | 13:00 UTC+1 |             |         |                | Stockholm Publik: 1 806 Domare: Eva Svärdsudd | Stockholm Publik: 1 806 Domare: Eva Svärdsudd |

|             | 9 mars 2024 | AIK                                 | 2 – 1           | KIF Örebro                 | Skytteholms IP                                          |                                                         |
| 13:00 UTC+1 | 13:00 UTC+1 | Beata Olsson 72′ Adelisa Grabus 80′ | (0 – 1) Rapport | 41′ Ashley Michelle Barron | Stockholm Publik: 168 Domare: Anastasia Oberlauf Poopuu | Stockholm Publik: 168 Domare: Anastasia Oberlauf Poopuu |
| 13:00 UTC+1 | 13:00 UTC+1 |                                     |                 |                            | Stockholm Publik: 168 Domare: Anastasia Oberlauf Poopuu | Stockholm Publik: 168 Domare: Anastasia Oberlauf Poopuu |
| 13:00 UTC+1 | 13:00 UTC+1 |                                     |                 |                            | Stockholm Publik: 168 Domare: Anastasia Oberlauf Poopuu | Stockholm Publik: 168 Domare: Anastasia Oberlauf Poopuu |

|             | 16 mars 2024 | AIK | 0 – 4           | Hammarby IF                                                | Skytteholms IP                                |                                               |
| 15:00 UTC+1 | 15:00 UTC+1  |     | (0 – 2) Rapport | 14′, 54′ Julie Blakstad 45+1′ Anna Jøsendal 69′ Thea Sørbo | Stockholm Publik: 999 Domare: Sandra Almkvist | Stockholm Publik: 999 Domare: Sandra Almkvist |
| 15:00 UTC+1 | 15:00 UTC+1  |     |                 |                                                            | Stockholm Publik: 999 Domare: Sandra Almkvist | Stockholm Publik: 999 Domare: Sandra Almkvist |
| 15:00 UTC+1 | 15:00 UTC+1  |     |                 |                                                            | Stockholm Publik: 999 Domare: Sandra Almkvist | Stockholm Publik: 999 Domare: Sandra Almkvist |

|             | 16 mars 2024 | KIF Örebro                                   | 2 – 1           | Djurgårdens IF            | Behrn Arena                          |                                      |
| 15:00 UTC+1 | 15:00 UTC+1  | Molly Johansson 45+7′ Nora Harnes Håheim 71′ | (1 – 1) Rapport | 24′ Olivia Ländin Sjöblom | Örebro Publik: 73 Domare: Ulrica Löv | Örebro Publik: 73 Domare: Ulrica Löv |
| 15:00 UTC+1 | 15:00 UTC+1  |                                              |                 |                           | Örebro Publik: 73 Domare: Ulrica Löv | Örebro Publik: 73 Domare: Ulrica Löv |
| 15:00 UTC+1 | 15:00 UTC+1  |                                              |                 |                           | Örebro Publik: 73 Domare: Ulrica Löv | Örebro Publik: 73 Domare: Ulrica Löv |

|             | 24 mars 2024 | Djurgårdens IF                             | 2 – 2           | AIK                                | Grimsta IP                                  |                                             |
| 15:00 UTC+1 | 15:00 UTC+1  | Olivia Ländin Sjöblom 15′ Matilda Plan 83′ | (1 – 1) Rapport | 11′ (sjm.) 50′ Patricia Fischerova | Stockholm Publik: 297 Domare: Sara Wiinikka | Stockholm Publik: 297 Domare: Sara Wiinikka |
| 15:00 UTC+1 | 15:00 UTC+1  |                                            |                 |                                    | Stockholm Publik: 297 Domare: Sara Wiinikka | Stockholm Publik: 297 Domare: Sara Wiinikka |
| 15:00 UTC+1 | 15:00 UTC+1  |                                            |                 |                                    | Stockholm Publik: 297 Domare: Sara Wiinikka | Stockholm Publik: 297 Domare: Sara Wiinikka |

|             | 24 mars 2024 | Hammarby IF                                                            | 5 – 2           | KIF Örebro                         | Hammarby IP                                          |                                                      |
| 15:00 UTC+1 | 15:00 UTC+1  | Anna Jøsendal 35′ Smilla Vallotto 45+2′, 52′ Julie Blakstad 76′, 90+2′ | (2 – 1) Rapport | 27′ Molly Johansson 83′ Maja Bodin | Stockholm Publik: 1 127 Domare: Sofie Borck Janeheim | Stockholm Publik: 1 127 Domare: Sofie Borck Janeheim |
| 15:00 UTC+1 | 15:00 UTC+1  |                                                                        |                 |                                    | Stockholm Publik: 1 127 Domare: Sofie Borck Janeheim | Stockholm Publik: 1 127 Domare: Sofie Borck Janeheim |
| 15:00 UTC+1 | 15:00 UTC+1  |                                                                        |                 |                                    | Stockholm Publik: 1 127 Domare: Sofie Borck Janeheim | Stockholm Publik: 1 127 Domare: Sofie Borck Janeheim |

### Grupp 4
| Nr | Lag               | S | V | O | F | GM | IM | MS  | P |
| -- | ----------------- | - | - | - | - | -- | -- | --- | - |
| 1  | Piteå IF          | 3 | 3 | 0 | 0 | 11 | 0  | +11 | 9 |
| 2  | Umeå IK           | 3 | 2 | 0 | 1 | 4  | 4  | 0   | 6 |
| 3  | IF Brommapojkarna | 3 | 1 | 0 | 2 | 6  | 6  | 0   | 3 |
| 4  | IK Uppsala        | 3 | 0 | 0 | 3 | 1  | 12 | −11 | 0 |

|             | 9 mars 2024 | Umeå IK                                 | 2 – 1           | IF Brommapojkarna        | Umeå Energi Arena                             |                                               |
| 14:00 UTC+1 | 14:00 UTC+1 | Alexandra Sandström 15′ Inez Amcoff 77′ | (1 – 0) Rapport | 55′ (str.) Alice Ahlberg | Umeå Publik: 101 Domare: Sofie Borck Janeheim | Umeå Publik: 101 Domare: Sofie Borck Janeheim |
| 14:00 UTC+1 | 14:00 UTC+1 |                                         |                 |                          | Umeå Publik: 101 Domare: Sofie Borck Janeheim | Umeå Publik: 101 Domare: Sofie Borck Janeheim |
| 14:00 UTC+1 | 14:00 UTC+1 |                                         |                 |                          | Umeå Publik: 101 Domare: Sofie Borck Janeheim | Umeå Publik: 101 Domare: Sofie Borck Janeheim |

|             | 10 mars 2024 | Piteå IF                                                               | 5 – 0           | IK Uppsala | Nolia-Airdome                        |                                      |
| 14:00 UTC+1 | 14:00 UTC+1  | Emma Viklund 8′, 52′ Ronja Aronsson 21′ Olivia Holm 47′ Maja Green 68′ | (2 – 0) Rapport |            | Piteå Publik: 350 Domare: Ulrica Löv | Piteå Publik: 350 Domare: Ulrica Löv |
| 14:00 UTC+1 | 14:00 UTC+1  |                                                                        |                 |            | Piteå Publik: 350 Domare: Ulrica Löv | Piteå Publik: 350 Domare: Ulrica Löv |
| 14:00 UTC+1 | 14:00 UTC+1  |                                                                        |                 |            | Piteå Publik: 350 Domare: Ulrica Löv | Piteå Publik: 350 Domare: Ulrica Löv |

|             | 16 mars 2024 | Umeå IK | 0 – 3           | Piteå IF                                 | Umeå Energi Arena                                  |                                                    |
| 14:00 UTC+1 | 14:00 UTC+1  |         | (0 – 1) Rapport | 45′ Emma Viklund 58′ Anam Imo 71′ (sjm.) | Umeå Publik: 105 Domare: Anastasia Oberlauf Poopuu | Umeå Publik: 105 Domare: Anastasia Oberlauf Poopuu |
| 14:00 UTC+1 | 14:00 UTC+1  |         |                 |                                          | Umeå Publik: 105 Domare: Anastasia Oberlauf Poopuu | Umeå Publik: 105 Domare: Anastasia Oberlauf Poopuu |
| 14:00 UTC+1 | 14:00 UTC+1  |         |                 |                                          | Umeå Publik: 105 Domare: Anastasia Oberlauf Poopuu | Umeå Publik: 105 Domare: Anastasia Oberlauf Poopuu |

|             | 17 mars 2024 | IF Brommapojkarna                                                  | 5 – 1           | IK Uppsala | Grimsta IP                                 |                                            |
| 13:00 UTC+1 | 13:00 UTC+1  | Vera Blom 9′ Ellen Toivio 13′ Sara Olai 21′, 78′ Tuva Ölvestad 34′ | (4 – 0) Rapport | 52′ (sjm.) | Stockholm Publik: 75 Domare: Sara Wiinikka | Stockholm Publik: 75 Domare: Sara Wiinikka |
| 13:00 UTC+1 | 13:00 UTC+1  |                                                                    |                 |            | Stockholm Publik: 75 Domare: Sara Wiinikka | Stockholm Publik: 75 Domare: Sara Wiinikka |
| 13:00 UTC+1 | 13:00 UTC+1  |                                                                    |                 |            | Stockholm Publik: 75 Domare: Sara Wiinikka | Stockholm Publik: 75 Domare: Sara Wiinikka |

|             | 24 mars 2024 | IK Uppsala | 0 – 2           | Umeå IK                               | Studenternas IP                            |                                            |
| 14:00 UTC+1 | 14:00 UTC+1  |            | (0 – 1) Rapport | 43′ Sofia Määttää 57′ Stina Andersson | Uppsala Publik: 94 Domare: Camilla Friberg | Uppsala Publik: 94 Domare: Camilla Friberg |
| 14:00 UTC+1 | 14:00 UTC+1  |            |                 |                                       | Uppsala Publik: 94 Domare: Camilla Friberg | Uppsala Publik: 94 Domare: Camilla Friberg |
| 14:00 UTC+1 | 14:00 UTC+1  |            |                 |                                       | Uppsala Publik: 94 Domare: Camilla Friberg | Uppsala Publik: 94 Domare: Camilla Friberg |

|             | 24 mars 2024 | Piteå IF                       | 3 – 0           | IF Brommapojkarna | LF Arena                                |                                         |
| 14:00 UTC+1 | 14:00 UTC+1  | Tuva Skoog 27′, 41′ 52′ (sjm.) | (2 – 0) Rapport |                   | Piteå Publik: 364 Domare: Eva Svärdsudd | Piteå Publik: 364 Domare: Eva Svärdsudd |
| 14:00 UTC+1 | 14:00 UTC+1  |                                |                 |                   | Piteå Publik: 364 Domare: Eva Svärdsudd | Piteå Publik: 364 Domare: Eva Svärdsudd |
| 14:00 UTC+1 | 14:00 UTC+1  |                                |                 |                   | Piteå Publik: 364 Domare: Eva Svärdsudd | Piteå Publik: 364 Domare: Eva Svärdsudd |